# Universalizabilitate
Universalizabilitatea reprezintă un concept filozofic introdus de Immanuel Kant în lucrarea Întemeierea metafizicii moravurilor. Acesta constituie o parte importantă a imperativului categoric, care presupune că trebuie să acționezi numai conform acelei maxime prin care să poți vrea totodată ca ea să devină o lege universală. Semnificația precisă a noțiunii este discutabilă, însă cea mai comună interpretare este aceea că imperativul categoric propune să acționezi în așa fel încât să vrei ca și ceilalți să acționeze identic cu tine. Dacă acțiunea ar putea fi universalizata (ex: să nu furi, să nu ucizi), atunci este moralmente acceptată. Universalizabilitatea legii potrivit căreia se produc efecte constituie ceea ce se numește propriu-zis natură în sensul cel mai general al cuvântului (în ceea ce privește forma), adică existența lucrurilor, întrucât este determinată de legi universale, imperativul universal al datoriei ar putea fi exprimat și astfel: acționează ca și când maxima acțiunii tale ar trebui să devină, prin voința ta, lege universală a naturii.

## Exemple
- „Un om, în urma unei serii de nenorociri care au crescut pana l-au adus la dîsperare, simte dezgust de viață, dar este - încă atît de mult în posesiunea rațiunii lui încât se poate întreba pe sine, dacă nu cumva este împotriva datoriei față de sine însuși de a-și lua viața. El încearcă atunci dacă maxima acțiunii lui poate deveni o lege universală a naturii. Iar maxima lui este: admit ca principiu, din iubire pentru mine însumi, să-mi scurtez viața, dacă ea, prelungindu-se, mă amenință cu mai multe nenorociri decît îmi promite bucurii. Se mai pune numai întrebarea, dacă acest principiu al iubirii de sine poate deveni o lege universală a naturii. Dar observăm îndată că o natură, a cărei lege ar fi să distrugă viața însăși, în virtutea aceluiași sentiment a cărui menire este de a stimula la promovarea ei, s-ar contrazice pe ea însăși și deci nu ar exista ca natură. Prin urmare, este imposibil ca acea maximă să poată avea loc ca lege universală a naturii și, în consecință, ar contrazice cu totul principiul suprem al oricărei datorii”[2].

Explicația kantiană: „Mai întîi, conform conceptului datoriei necesare față de sine datorii însuși, acela care este obsedat de gîndul sinuciderii, se va întreba, dacă acțiunea lui poate coexista cu Ideea de umanitate ca scop în sine. Dacă, pentru a scăpa de o stare dificilă, se distruge pc sine însuși, el se servește de o persoană numai ca de un mijloc pentru conservarea unei stări suportabile pînă la sfîrșitul vieții. Dar omul nu este un lucru, prin urmare nu este ceva care să poată fi folosit numai ca mijloc, ci trebuie să fie considerat în toate acțiunile lui totdeauna ca scop în sine. Eu nu pot deci dispune cu nimic de omul din persoana mea, să-l mutilez, să-I ruinez, să-I ucid. (Pentru a evita orice neînțelegere, acest principiu ar trebui să fie determinat mai îndeaproape, de exemplu în cazul în care, pentru a-mi salva viața, consimt să mi se facă o amputare, în cazul în care, pentru a-mi conserva viața, o expun primejdiei ; trec aici peste această determinare, căci ea aparține moralei propriu-zise.)”.
- „Unul găsește în sine un talent care, eu ajutorul unei culturi oarecare, l-ar putea face un om folositor în privințe de tot felul. Dar, văzîndu-se în condiții comode, preferă să se dedea petrecerilor decît să se străduiască cu extinderea și îmbunătățirea fericitelor lui dispoziții naturale. Dar el înca mai întreabă, dacă maxima lui i de a-și neglija darurile naturale se acordă .tot atît de bine cu înclinarea lui spre plăceri, precum și cu ceea ce numim datorie. El vede atunci că desigur o natură tot ar putea subzista avînd o astfel de lege universală, deși omul (asemenea locuitorilor mării de sud) ar lăsa să-i ruginească talentul și s-ar gîndi să-și ducă viața numai în trîndăvie, în distracții, în desfrîu, cu un cuvint în plăceri; dar e imposibil ca el să vrea, ca această maximă să devină o lege universală a naturii sau să fie pusă ca atare în noi prin instinct natural. Căci ca ființă rețională el vrea în mod necesar ca toate facultățile să se dezvolte în el, deoarece îi servesc și îi sînt date pentru tot felul de scopuri posibile”[4].

Explicația kantiană: „Cu privire la datoria întîmplătoare (meritorie) față de sine însuși, nu este suficient ca acțiunea să nu fie în contradicție cu umanitatea din persoana noastră ca scop în sine, ea trebuie să fie de acord și cu aceasta. Dar în umanitate există dispoziții pentru o mai mare perfecțiune, care aparțin scopului naturii cu privire la umanitate în subiectul nostru. Neglijîndu-le, noi putem respecta fără îndoială datoria de a conserva umanitatea ca scop în sine, dar nu pe aceea de a dezvolta realizarea acestui scop”.